# Платановая аллея
Плата́новая алле́я — одна из главных достопримечательностей города Сочи, Краснодарский край, Россия.

## Расположение
Представляет собой отрезок Курортного проспекта, устроенный в виде пешеходной аллеи и обсаженный с южной стороны и по эспланаде платанами. На аллее устроены светомузыкальные Поющие фонтаны.

## История
Аллея заложена по инициативе сочинского городского старосты Н. А. Костарёва учениками Сочинской прогимназии вдоль тогдашнего Ремесленного переулка 15 марта 1913, официально открыта 2 апреля 1913 и посвящена 300-летию Дома Романовых. Вероятным поводом к посадке новой аллеи послужило возмущение горожан после вырубки тополиной аллеи вдоль расположенной неподалёку Пластунской улицы. Платановая аллея сохранилась во время сталинской реконструкции центральной части города в 1930-х годах. 14 апреля 1972 года аллея была расширена, вдоль неё тротуар выложен цветной плиткой. В 1993 часть деревьев погибла вследствие близкого прохождения к корням растений теплотрассы, но были произведены повторные посадки. Сейчас Платановая аллея является памятником садово-паркового искусства.
В 2002 году после обследования аллеи было обнаружено, что многие деревья заражены грибковыми болезнями и представляют опасность для жителей, так как могут упасть.